# Psilocybine
Psilocybine is een hallucinogeen indool uit de tryptaminefamilie. Het wordt geproduceerd door honderden schimmelsoorten, waaronder soorten uit het geslacht Psilocybe, zoals Psilocybe cubensis en het puntig kaalkopje (Psilocybe semilanceata). Psilocybinehoudende paddenstoelen die voor de handel worden gekweekt of verzameld worden ook wel paddo's genoemd. Ook psychedelische truffels bevatten psilocybine.
Eenmaal ingenomen wordt psilocybine meteen omgezet in psilocine, het gedefosforyleerde derivaat ervan, dat vervolgens deels als agonist werkzaam is op de 5-HT2A-serotoninereceptor in de hersenen. De kenmerkende bewustzijnsveranderende effecten van psilocybine houden tussen de 3 en 8 uur aan, hoewel die effecten voor mensen die onder invloed van psilocybine verkeren, veel langer lijken te duren, omdat de drug ook het tijdsbesef kan veranderen. Intensiteit en duur van de entheogene effecten van psilocybinebevattende paddenstoelen en -truffels zijn zeer uiteenlopend, afhankelijk van soort of variëteit, dosering, individuele instelling en omgevingsfactoren.
Bezit en gebruik van psilocybine of psilocine is in de meeste landen, over de hele wereld, streng gereguleerd.

## Geschiedenis
De Amerikaanse etnoloog R. Gordon Wasson ontdekte in 1955 dat bij de oude godsdienstige gebruiken van de Indianen in een afgelegen dorp in Mexico ook het nuttigen van paddenstoelen behoorde. In 1957 publiceerde hij een artikel in het tijdschrift Life (Seeking the Magic Mushroom), waarin hij het tijdens die rituelen optreden van hallucinatoire ervaringen beschreef. Tijdens een latere expeditie werden hij en zijn vrouw vergezeld door de Franse mycoloog Roger Heim, directeur van het Muséum national d'histoire naturelle, waarbij zij verschillende schimmels konden determineren als ondersoorten van het geslacht Psilocybe.
Terug in Frankrijk lukte het Heim de paddenstoelen te kweken en hij stuurde ter analyse monsters op naar de Zwitserse chemicus Albert Hofmann. Hofmann, die eerder al LSD had ontdekt en daarmee geëxperimenteerd had, was de eerste die het belang onderkende en de structuurformule ontdekte van de werkzame bestanddelen van de paddenstoelen, die hij psilocybine en psilocine noemde. Hij gaf leiding aan een onderzoeksgroep die in staat was de werkzame bestanddelen uit de Psilocybe mexicana te isoleren en te identificeren. Hofmann werd bij die ontdekking geholpen, omdat hij bereid was zelf wat van dat paddenstoelenextract in te nemen. Hij en zijn medewerkers synthetiseerden later een aantal, aan het natuurlijk voorkomende psilocybine verwante, chemische bestanddelen.
Dat waren in wezen dezelfde moleculen, behalve dat (1) de fosforyl- of hydroxygroep bovenaan de indoolring, langs de ring verplaatst werd naar andere plaatsen op de ring, en (2) meerdere methylgroepen (CH3) en andere koolstofketens aan de zijketens en het stikstofatoom in de indoolring werden toegevoegd, om te zien hoe deze veranderingen de activiteit van de psyche zouden beïnvloeden.
Hofmann verving bij psilocybine en psilocine twee methylgroepen door ethylgroepen en verkreeg daardoor 4-phosphoryloxy-N,N-di-ethyltryptamine, CY-19 genoemd, en 4-hydroxy-N,N-di-ethyltryptamine, het CZ-74. Omdat hun werking maar ongeveer drieënhalf uur aanhield (psilocybine ruwweg het dubbele), bleken ze hanteerbaarder te zijn in de Europese klinieken, die gebruik maakten van de “psycholytische therapie”—psychotherapie in combinatie met gecontroleerd gebruik van psychedelica.
In het begin van de jaren zestig, werd de Harvard-universiteit het proefterrein van psilocybine, door de inspanningen van Timothy Leary en zijn medewerker Richard Alpert (later bekend onder de naam Baba Ram Dass). Leary slaagde erin bij Hofmann wat synthetisch psilocybine te bemachtigen, via zijn werkgever, het farmaceutische bedrijf Sandoz (tegenwoordig Novartis). Hoewel een aantal experimenten in het begin van de jaren zestig positieve resultaten lieten zien bij het gebruik van psilocybine in de klinische psychiatrie, belandde psilocybine in 1970 in Amerika, door toedoen van de toenmalige LSD-hysterie, samen daarmee op de Lijst I categorie van illegale drugs. De jaren zeventig zouden getuigen zijn van de opmars van psilocybine als het “entheogeen bij uitstek.” Dat was grotendeels te danken aan de grote verspreiding van informatie over het onderwerp, waaronder zelfs geromantiseerde boeken zoals die van Carlos Castaneda en verschillende boeken waarin te lezen viel hoe je je eigen psilocybinepaddenstoelen kon kweken. Een van de populairste boeken was geschreven door J. Bigwood, D.J. McKenna, K. Harrison McKenna en T.K. McKenna onder de pseudoniemen O.T. Oss en O.N. Oeric en droeg de titel Psilocybin: Magic Mushroom Grower's Guide. In 1981 waren daar al meer dan 100.000 exemplaren van verkocht.
Deze schrijvers pasten de techniek van San Antonio (het kweken van eetbare paddenstoelen) aan, voor de productie van de Psilocybe [Stropharia] cubensis. Voor de nieuwe techniek was niet meer dan wat keukenapparatuur nodig, zodat voor het eerst de leek in staat was een sterkwerkend entheogeen te vervaardigen zonder behulp van ingewikkelde technologie, apparatuur of chemische hulpmiddelen.

## Biologie

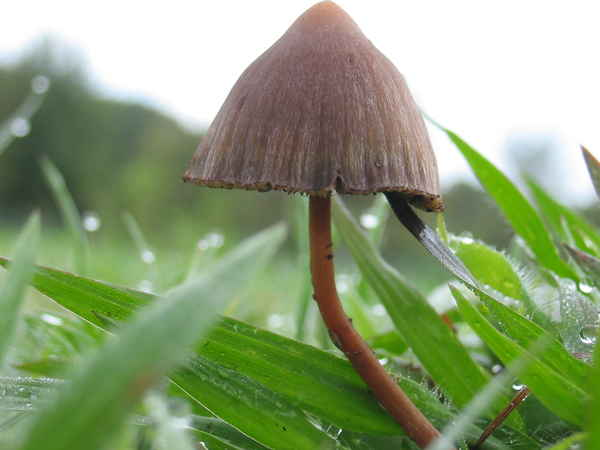
Psilocybine werd het eerst geïsoleerd uit de Psilocybe mexicana (hier afgebeeld).

Psilocybine is een in de natuur voorkomend bestanddeel, dat in wisselende concentraties wordt aangetroffen in meer dan 200 soorten van de Basidiomycota-paddenstoel, verdeeld over de volgende geslachten: de Psilocybe (116 soorten), Gymnopilus (14), Panaeolus (13), Copelandia (12), Hypholoma (6), Pluteus (6) Inocybe (6), Conocybe (4), Panaeolina (4), Gerronema (2) en de Agrocybe, Galerina en Mycena (elk 1 soort). De sporen van deze paddenstoelen bevatten geen psilocybine of psilocine. De hoed van de paddenstoel bevat meestal meer psychoactieve bestanddelen dan de steel.
De totale werkzaamheid loopt sterk uiteen bij de verschillende soorten, en zelfs tussen exemplaren van dezelfde partij. Jonge en kleinere paddenstoelen bevatten een hogere concentratie alkaloïden en hebben een mildere smaak, dan grotere en rijpe paddenstoelen. Over het algemeen is het psilocybinegehalte van de paddenstoelen zeer uiteenlopend (ongeveer 0,5–2% van het droge gewicht) en hangt af van de soort, groei- en droogomstandigheden en van de grootte. Het uitgegroeide mycelium bevat maar een beetje psilocybine, terwijl het jonge mycelium (net uit de sporen ontkiemd) geen aantoonbare hoeveelheden alkaloïden bevat. Veel psilocybinebevattende paddenstoelensoorten, bevatten ook kleine hoeveelheden van het aan psilocybine verwante baeocystine en norbaeocystine. De meeste psilocybinebevattende paddenstoelen kleuren blauw als ze aangeraakt of beschadigd worden, door oxidatie van fenolbestanddelen. Deze reactie is echter geen doorslaggevende methode om de paddenstoel te determineren of de werkzaamheid vast te stellen.

## Chemie
Psilocybine (O-fosforyl-4-hydroxy-N,N-dimethyltryptamine) is een voorstadium dat in het lichaam door een defosforyleringsreactie wordt omgezet in het farmacologisch actieve bestanddeel psilocine. Deze chemische reactie vindt plaats onder sterk zure omstandigheden of, in het lichaam, onder fysiologische omstandigheden, door de werking van enzymen, fosfatasen genaamd. Psilocybine heeft een tryptaminebestanddeel met een van tryptofaan afgeleide chemische structuur en bevat een ring die indool wordt genoemd, waar een ethylamine-keten aan vastzit. Het vertoont een nauwe overeenkomst met de neurotransmitter serotonine (5-hydroxytryptamine). Psilocybine is een in water oplosbaar zwitterion alkaloïde, matig oplosbaar in methanol en ethanol en onoplosbaar in organische oplosmiddelen. Blootstelling aan licht is nadelig voor de houdbaarheid van oplossingen van psilocybine in water en veroorzaakt een snelle oxidatie—een belangrijke overweging als het als analysestandaard gebruikt wordt. In 2003 werd door een Japanse onderzoeksgroep een methode gepubliceerd voor grootschalige productie van psilocybine.
Psilocybine blijft langer bewaard dan psilocine. Een Finse studie vond nog sporen van psilocybine in 115 jaar oude herbariumspecimens.

### Analysemethoden
Veel analysemethoden zijn toegepast om het psilocybinegehalte van paddenstoelenmateriaal te bepalen. Onder deze technieken vallen dunnelaagchromatografie, gaschromatografie gekoppeld aan massaspectrometrie (GC-MS), ionen-mobiliteits-spectrometrie, capillaire zone elektroforese, ultraviolet-spectroscopie, infraroodspectroscopie, high performance vloeistof-chromatografie (HPLC) met ultraviolet-, fluorescentie-, elektrochemische, of elektrospray-massa-spectrometrische bepalingsmethoden. De eerste technieken maakten gebruik van gaschromatografie, maar een probleem bij deze methode is dat psilocybine al vóór de analyse tot psilocine defosforyleert.
Er zijn verschillende chromatografische methoden ontwikkeld om psilocine aan te tonen in lichaamsvloeistoffen: het snelle bepalingssysteem voor noodsituaties (Remedie HS), een drugscreeningmethode gebaseerd op HPLC; HPLC met elektrochemische bepaling; GC-MS; en vloeistof-chromatografie gekoppeld aan massaspectrometrie. Hoewel de bepaling van psilocinespiegels in urine zonder bewerking van het monster uitgevoerd kan worden, vereist in het geval van GC-MS het onderzoek van plasma of serum een voorafgaande bewerking van het bloedmonster. Om psilocybine aan te tonen in onbewerkte bloedmonsters is ook een specifieke immunoassay-methode ontwikkeld.

### Farmacologie
Psilocybine wordt in het lichaam snel gedefosforyleerd tot psilocine, dat vervolgens reageert als een gedeeltelijke agonist van de 5-HT2A serotoninereceptor in de hersenen, waar het de werking van serotonine (5-HT) nabootst. Psilocine is een 5-HT1A- en 5-HT2A/2C-agonist. De psychotomimetische effecten van psilocine kunnen geblokkeerd worden op een dosisafhankelijke manier door de 5-HT2A-antagonisten ketanserine en risperidon. Psilocybine- en psilocine-analogons zijn gebruikt om de structuur van de 5-HT2C G-proteïnegekoppelde receptor te helpen bepalen.

## Geneeskunde
Psilocybine kent geen bekende medische toepassingen. Er is echter wel onderzoek mee gedaan als een experimentele behandeling voor verschillende stoornissen.
In 1961 voerden Timothy Leary en Richard Alpert het Harvard Psilocybine Project uit, waarbij ze een aantal experimenten deden betreffende het gebruik van psilocybine bij de behandeling van persoonlijkheidsstoornissen en andere toepassingen bij de psychologische hulpverlening.
Een vooronderzoek aan de Universiteit van Arizona, geleid door Francisco Moreno en gesteund door de Multidisciplinaire Vereniging voor Psychedelisch Onderzoek, bestudeerde de effecten van psilocybine bij negen patiënten met een obsessieve-compulsieve stoornis (OCS). Uit het onderzoek bleek dat psilocybine veilig aan OCS-patiënten kon worden toegediend en dat het bij verschillende patiënten een aanmerkelijke vermindering van de OCS-symptomen teweeg leek te brengen.
Twee studies die van start gingen in 2004 resp. 2007 onderzochten de mogelijkheid of psilocybine de met kanker gepaard gaande pijn kan verzachten. Een door Charels Grob geleid onderzoek betrof 12 proefpersonen met terminale kanker aan wie in twee afzonderlijke sessies óf een hallucinogeen óf een placebo werd toegediend. Bij een tweede onderzoek, geleid door Roland Griffiths aan de Johns Hopkins School of Medicine, werd psilocybine tweemaal toegediend aan 56 mensen bij wie “nu of in het verleden de diagnose kanker is gesteld en die angst- of depressieve gevoelens hebben over hun kanker". In 2008 publiceerde de onderzoeksgroep van Johns Hopkins richtlijnen voor het verantwoord uitvoeren van medisch onderzoek met psilocybinen en andere hallucinogenen bij mensen. In 2018 en 2019 heeft de Food and Drug Administration (FDA) de Breakthrough Therapy Designation toegekend voor onderzoek naar psilocybine-ondersteunde therapie voor depressie.
Bovendien is psilocybine veelbelovend gebleken bij het verzachten van door clusterhoofdpijn veroorzaakte pijnklachten, die niet alleen worden gezien als de pijnlijkste van alle hoofdpijnen, maar zelfs als “een van de ergste bij de mensheid bekende pijnsyndromen.” In een onderzoek uit 2006, vermeldden 22 van de 26 clusterhoofdpijnpatiënten een gunstig resultaat bij het gebruik van psilocybine om een pijnaanval te couperen, en 18 van de 19 psilocybinegebruikers rapporteerden een langere aanvalsvrije periode.
Uit onderzoek is gebleken dat een kleine dosis psilocybine gecombineerd met psychotherapie voor een aanzienlijke daling van de alcoholconsumptie zorgt bij behandeling van alcoholverslaving in vergelijking met een controlegroep met placebo.

## Toxiciteit

Schadelijkheid en afhankelijkheid van verschillende soorten drugs grafisch uitgebeeld. Onder andere wijst de grafiek uit dat psilocybine in vergelijking met andere drugs laag scoort op beide gebieden.

De toxiciteit van psilocybine is gering; bij ratten bedraagt de orale LD50 280 mg/kg, ongeveer anderhalfmaal die van cafeïne. Intraveneus toegediend bij konijnen, is de LD50 van psilocybine ongeveer 12,5 mg/kg (maar konijnen zijn uiterst gevoelig voor de effecten van de meeste psychoactieve drugs). De lethale dosis bij een psilocybine-intoxicatie, bij gebruik als genotmiddel en medicinaal gebruik, is onbekend en nooit gedocumenteerd; een rapport uit 2008 vermeldde “Overlijden door het innemen van uitsluitend psilocybine is onbekend, bij gebruik als genotmiddel of medicijn.” Psilocybine maakt ongeveer 1% van het gewicht uit van de Psilocybe cubensis-paddenstoel, zodat er ongeveer 1,7 kilo gedroogde of 17 kilo verse paddenstoelen nodig zouden zijn om bij iemand van 60 kg lichaamsgewicht de LD50 van 280 mg/kg van de rat te bereiken.
Mensen die lithium slikken zouden voorzichtig moeten zijn met psilocybine, omdat de combinatie volgens verschillende meldingen tot aanvallen zou kunnen leiden.

## Fysiologie
Psilocybine wordt opgenomen door het slijmvlies van mond en maag. De werking begint 10-40 minuten na het innemen van de psilocybinebevattende paddenstoelen en duurt 2 tot 6 uur, afhankelijk van dosis, soort en individuele metabolisme. De gewone dosis als genotmiddel is 10 tot 50 mg psilocybine. Een zeer gering aantal mensen is echter ongewoon gevoelig voor de effecten van psilocybine, zodat bij hen een normale drempelwaardedosering van ongeveer 2 mg psilocybine, een effect teweeg kan brengen dat doorgaans pas bij gemiddelde en hoge doseringen optreedt. Er zijn eveneens mensen die relatief hoge doseringen psilocybine nodig hebben om toch alleen maar het effect van een lage dosering te bereiken. De individuele chemische eigenschappen van de hersenen en het metabolisme spelen een grote rol bij iemands reactie op psilocybine.
Psilocybine wordt grotendeels in de lever omgezet tot psilocine. Het wordt afgebroken door het enzym monoamineoxidase. Het is bekend dat door MAO-remmers het effect van psilocybine langer aanhoudt; mensen die MAO-remmers als medicijn gebruiken kunnen een veel sterkere uitwerking ervaren.
Psychische en lichamelijke gewenning aan psilocybine treedt snel op en verdwijnt eveneens weer snel. Drie- tot viermaal per week psilocybine innemen (vooral op opeenvolgende dagen) kan leiden tot een verminderd effect. Die gewenning verdwijnt weer na een paar dagen, zodat frequente gebruikers om dat effect te vermijden een tussenruimte van vijf tot zeven dagen aanhouden.
In 2008 was de conclusie van een onderzoek, gebaseerd op gegevens uit de Verenigde Staten van de periode 2000-2002, dat het op jeugdige leeftijd (hier gedefinieerd als de leeftijd van 11 tot 17 jaar) gaan gebruiken van hallucinogene middelen (waaronder psilocybine), geen aanleiding gaf tot een verhoogd risico op drugsafhankelijkheid op volwassen leeftijd; dit in tegenstelling tot het gebruik door de opgroeiende jeugd van cannabis, cocaïne, anxiolytica en stimulantia, die allemaal in verband gebracht worden met “een bovenmatig risico op het ontwikkelen van drugsafhankelijkheid begeleidende klinische symptomen.”

## Effecten

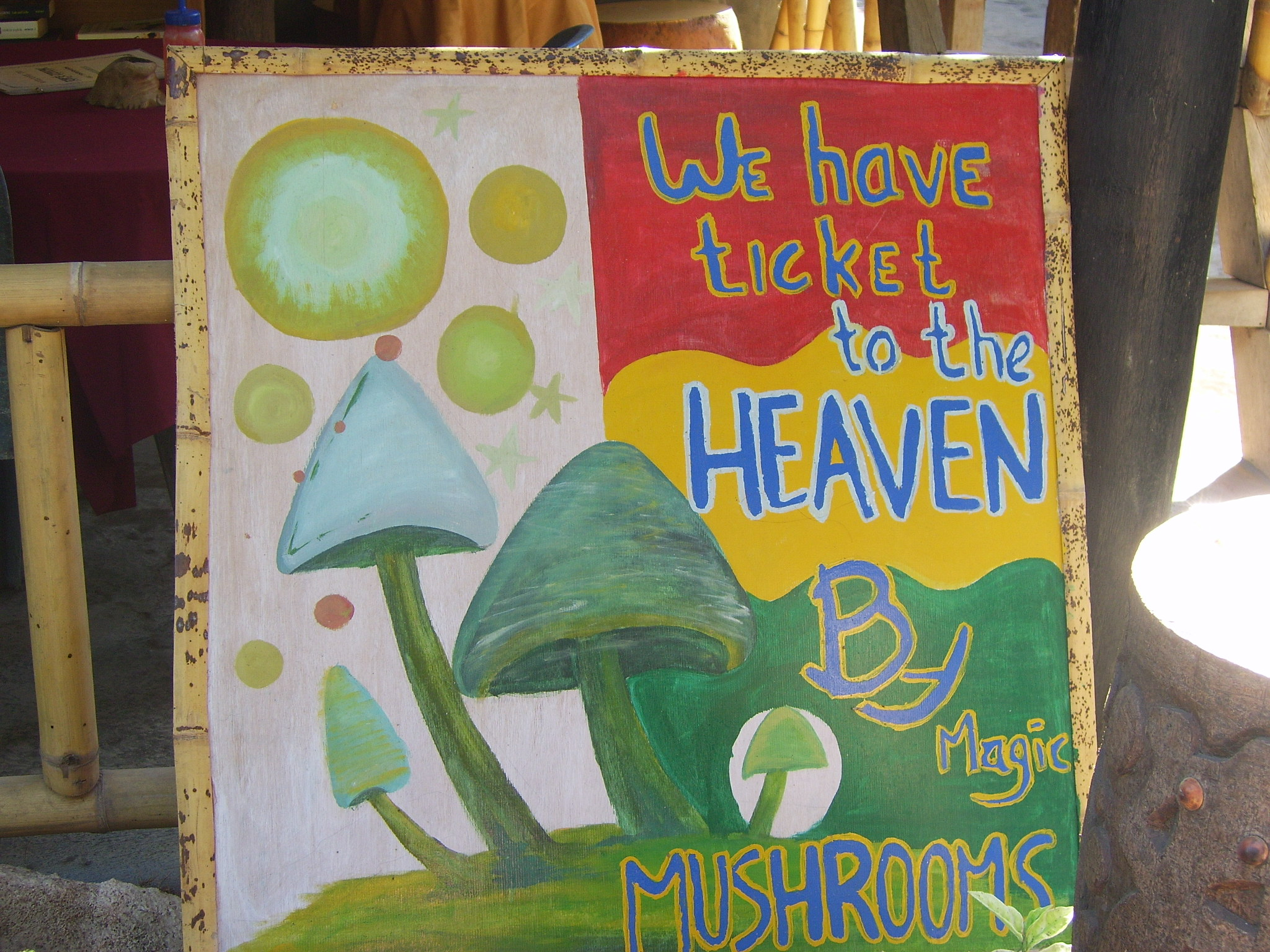
Paddoreclame op het eiland Trawangan

De effecten van psilocybine zijn zeer uiteenlopend en afhankelijk van de stemming en het algemeen welbevinden van de gebruiker op dat moment. Aanvankelijk kan de betrokkene zich wat gedesoriënteerd gaan voelen, slaperig en eufoor, of soms depressief. Bij lage doseringen, kunnen hallucinaties optreden, waaronder fellere kleuren en bewegende meetkundige figuren. Ook met gesloten ogen kunnen hallucinaties optreden, waarbij de betrokkene veelkleurige meetkundige figuren kan zien en een aaneenschakeling van fantastische levendige beelden. Bij hogere doseringen nemen de hallucinaties toe en lijken de ervaringen minder op de buitenwereld en meer naar binnen, of entheogeen, gericht te zijn. Beelden, terwijl de ogen open zijn, komen vaker voor en kunnen zeer gedetailleerd zijn, hoewel ze zelden met de werkelijkheid verward worden.
Een klinisch rapport uit 1980, gebaseerd op een onderzoek bij 27 ziekenhuisopnamen van patiënten (in de leeftijd van 12 tot 24 jaar) die de Psilocybe semilanceata (het puntige kaalkopje) hadden geconsumeerd, gaf het volgende overzicht van de verdeling van klinische symptomen bij een overdosis psilocybine: waarnemingsstoornis (23 patiënten), mydriase (pupilverwijding) (20), dysforie (een onaangename stemming) (13), hyperreflexie (trekkingen) (12), tachycardie (versnelde polsslag) (10), slaperigheid (7) en euforie (uitgelatenheid) (5). Deze klinische reacties komen overeen met de bij verschillende eerder uitgevoerde onderzoeken verkregen resultaten, waarbij zuivere psilocybine was toegediend aan vrijwilligers.

### Waarnemingsstoornis
Verstoringen in het ervaren van tijd, tijdens door psilocybine teweeggebrachte toestanden, zijn subjectief vermeld en objectief gemeten. In deze onderzoeken verminderde psilocybine significant het reproduceren door de proefpersoon van tijdsintervallen langer dan 2,5 seconden, deed afbreuk aan hun vermogen intervallen tussen twee slagen te synchroniseren en verminderde hun verkozen slagtempo. Recent onderzoek naar het effect van psilocybine op het reproduceren van tijdsintervallen zou licht kunnen werpen op kwalitatieve veranderingen in het ervaren van tijd, tijdens experimenteel teweeggebrachte veranderde bewustzijnstoestanden, mystieke toestanden of in de psychopathologie.
Gebruikers die een prettige ervaring hebben, kunnen zich extatisch voelen, een gevoel hebben van verbondenheid met anderen, natuur en universum, terwijl andere gevoelens/emoties vaak intenser worden. De populaire term “bad trip” beschrijft een psychotische reactie vergezeld van angst, paniek en onverantwoord gedrag. Allerlei redenen kunnen eraan bijdragen dat de psilocybinegebruiker een bad trip heeft, waaronder het “trippen” tijdens een geestelijk of lichamelijk minder stabiele toestand, of in een niet-steunende/ongeschikte/enz. omgeving (Timothy Leary noemde dat “set and setting”); het innemen van psilocybine in combinatie met andere drugs of alcohol kan ook een “bad trip” teweegbrengen. Sluimerende psychologische zaken kunnen ook losgemaakt worden, door de sterke emotionele factoren van de ervaring.

### Mystieke ervaringen
Sommige personen melden dat hun ervaring een “spiritueel” karakter had. Bij het door Walter N. Pahnke, een postdoctorale student aan de Harvard Divinity School, geleide Marsh Chapel Experiment, dat onder toezicht stond van Timothy Leary, rapporteerden vrijwel alle theologiestudenten, die psilocybine hadden gekregen, indringende religieuze ervaringen.
In 2006 voerden een groep onderzoekers van de Johns Hopkins School of Medicine, onder leiding van Roland R Griffiths, een experiment uit, waarbij zij de mate van mystieke ervaring en de effecten op het gedrag tijdens de psilocybine-ervaring bepaalden; dat verslag werd gepubliceerd in het tijdschrift Psychopharmacology. Aan 36 vrijwilligers, zonder voorafgaande ervaring met hallucinogenen, werd in afzonderlijke sessies psilocybine en methylfenidaat (Ritalin) toegediend. De methylfenidaatsessies dienden als controle en als psychoactief placebo; de testen waren dubbelblind. De mate van mystiek ervaren werd gemeten met behulp van een, door Ralph W Hood ontwikkelde, vragenlijst over de mystieke ervaring; 61% van de proefpersonen meldde na de psilocybinesessie een “complete mystieke ervaring,” terwijl maar 13% die uitkomst vermeldde na hun ervaring met methylfenidaat. Twee maanden na het innemen van psilocybine, rapporteerde 79% van de deelnemers in hun leven een matig of zeer toegenomen tevredenheid en gevoel van welbevinden. Ongeveer 36% van de deelnemers had ook een sterke tot extreme “ervaring van angst” of dysforie (dat wil zeggen, een “bad trip”) gevoeld, op enig moment tijdens de psilocybinesessie (wat door geen enkele proefpersoon uit de methylfenidaatgroep was vermeld), terwijl ongeveer een derde van hen (13% van het totaal) aangaf dat die dysforie de hele sessie beheerste. Vermeld werd dat deze negatieve effecten door de onderzoekers gemakkelijk gehanteerd konden worden en geen blijvende negatieve invloed hadden op het gevoel van welbevinden van de proefpersonen. Verdere metingen, 14 maanden na de psilocybine-ervaring, bevestigden dat de deelnemers nog steeds een diepe persoonlijke betekenis toeschreven aan de ervaring.
Verder onderzoek door deze groep heeft bij gezonde vrijwilligers het verband bestudeerd tussen het toedienen van psilocybine en de waarschijnlijkheid van het optreden van een mystieke ervaring. Een dubbelblind onderzoek toonde aan dat psychedelische paddenstoelen bij mensen een ervaring teweeg konden brengen, die voor hen persoonlijk een grote betekenis en een spirituele ondertoon had. Bij het onderzoek rapporteerde een derde van de proefpersonen dat de inname van psychedelische paddenstoelen, op spiritueel gebied de belangrijkste gebeurtenis van hun leven was en meer dan twee derde vermeldde het als een van de vijf belangrijkste gebeurtenissen in hun leven. Anderzijds maakte een derde van de proefpersonen melding van extreme angstgevoelens. Door deze groep uitgevoerd verwant onderzoek, bestudeert of mystieke ervaringen bij vrijwilligers die psilocybine krijgen toegediend, van belang kunnen zijn bij angst en depressieve gevoelens bij kanker.
Er is één geval vermeld waarbij de combinatie cannabis en psilocybine mogelijk heeft geleid tot een persisterende hallucinogene perceptiestoornis; een recent klinisch onderzoek heeft dergelijke bijwerkingen niet aangetoond.

### Cardiovasculaire afwijkingen
Sommige rapporten hebben cardiale complicaties beschreven, die optraden na het innemen van psycho-actieve paddenstoelen. Een rapport uit 1998 beschreef een 18-jarige man die na het nuttigen van Puntige Kaalkopjes een hartritmestoornis en een hartaanval kreeg. Een rapport uit 2007 beschreef een man die op de takotsubocardiomyopathie gelijkende symptomen ontwikkelde, die gekenmerkt worden door een plotselinge voorbijgaande verzwakking van het myocard (hartspier).

### Psychose
Ook paniekreacties kunnen voorkomen na het innemen van psilocybinebevattende paddenstoelen, vooral als die inname toevallig of onverwacht is. In de literatuur is bijvoorbeeld melding gemaakt van reacties als geweld, agressieve reacties, pogingen tot doodslag en suïcide, een aanhoudende schizofrenieachtige psychose en convulsies. De overeenkomst tussen door psilocybine teweeggebrachte symptomen en die van schizofrenie, heeft geleid tot het gebruik van de drug zowel bij gedragsonderzoek als bij beeldvorming van de hersenactiviteit bij deze psychotische stoornis. Men denkt dat in beide gevallen de psychotische symptomen teweeggebracht worden door een “gebrekkig selectief doorlaten van zintuiglijke en cognitieve informatie” in de hersenen, dat uiteindelijk tot “cognitieve fragmentatie en psychose” leidt.

## Maatschappelijke en juridische aspecten
In de Verenigde Staten viel psilocybine (en psilocine) aanvankelijk onder federale regelgeving door middel van “the Drug Abuse Control Amendments of 1965.” Deze wet, een gevolg van een door senator Thomas J. Dodd gesteund wetsvoorstel, werd aangenomen in juli 1965 en trad in werking op 1 februari 1966. De wet was een amendement bij de federale Food, Drug and Cosmetic Act en was bedoeld om het zonder vergunning “in bezit hebben, vervaardigen of verkopen van rustgevende, stimulerende en hallucinogene drugs” te reguleren. De statuten zelf vermeldden op de lijst echter geen “hallucinogene drugs” die bij wet gereguleerd moesten worden. In plaats van de term “hallucinogene drugs” werd daarin verwezen naar stoffen die vermoedelijk een “hallucinogeen effect hebben op het centrale zenuwstelsel.”
Ondanks de ogenschijnlijk strikte bepalingen van de wet, werden veel mensen vrijgesteld van vervolging, vooral door de passage “staat…mensen het bezit toe van dergelijke drugs zolang zij dienen voor persoonlijk gebruik van de bezitter, van een van zijn huisgenoten of voor toediening bij een dier.” De federale wet, die met name psilocybine en psilocine verbood, trad op 24 oktober 1968 in werking. Van de stoffen werd gezegd dat die “zeer wel aanleiding konden geven tot misbruik,” “op dit moment geen medische toepassing kenden” en “hun veiligheid niet aangetoond kon worden.” Op 27 oktober 1970 werden zowel psilocybine als psilocine geclassificeerd tot onder de Lijst I vallende stoffen en werden tegelijkertijd geëtiketteerd als “hallucinogenen” onder een rubriek van de “Comprehensive Drug Abuse Prevention and Control Act” bekend als de "Controlled Substances Act". Lijst I-drugs zijn illegale drugs, waarvan wordt beweerd dat ze geen bekend therapeutisch nut hebben. Passages uit die wet stellen dat het gebruik van deze drugs beperkt wordt tot strikt medisch en wetenschappelijk onderzoek, onder gecontroleerde omstandigheden. In de meeste landen zijn de drugswetten geamendeerd om aan dit verdrag tegemoet te komen, (in Amerika bijvoorbeeld de Psychotropic Substances Act, in het Verenigd Koninkrijk de Misuse of Drugs Act 1971 en in Canada de Controlled Drugs and Substances Act), waarbij het in bezit hebben en gebruik van psilocybine en psilocine onder vrijwel alle omstandigheden verboden is, en vaak streng gestraft wordt.
Bezit en gebruik van psilocybinepaddenstoelen, waaronder de blauwkleurende Psilocybe-soort, is dus verboden. In veel nationale staats- en provinciale drugswetten bestaat echter niet alleen vrij veel onduidelijkheid over de wettelijke status van psilocybinepaddenstoelen en hun sporen, maar op sommige plaatsen vindt ook een selectieve uitvoering van die wetten plaats. Bovendien heeft er na een langdurig moratorium over deze drugs, over het algemeen een verschuiving plaatsgevonden betreffende het onderzoek met psilocybine en andere hallucinogene middelen. In veel landen worden op dit moment de standpunten herzien en is begonnen met het toestaan van onderzoeken naar de fysiologische en therapeutische effecten van hallucinogenen.